# Centromerus remotus
Centromerus remotus là một loài nhện trong họ Linyphiidae.
Loài này thuộc chi Centromerus. Centromerus remotus được Carl Friedrich Roewer miêu tả năm 1938.